# Chamonixia bispora
Chamonixia bispora är en svampart som beskrevs av B.C. Zhang & Y.N. Yu 1989. Chamonixia bispora ingår i släktet Chamonixia och familjen Boletaceae.   Inga underarter finns listade i Catalogue of Life.